# Colman Von Keviczky
Colman Von Keviczky, nato Kálman Keviczky (Vrútky, 21 agosto 1909 – New York, 27 luglio 1998), è stato un ufologo e militare ungherese.

## Biografia
Kálman Keviczky nacque in Ungheria da una nobile famiglia. Dopo avere frequentato il liceo, entrò alla Regia Università Militare "Maria Ludovica", dove nel 1932 conseguì la laurea in scienze militari e ingegneria e cominciò la carriera militare nell'esercito con il grado di tenente, ottenendo poi la promozione a capitano. Nel 1938 fu promosso maggiore e fondò il Dipartimento Audio-visivo di Educazione Militare, che realizzò film di istruzione militare per le truppe ed altri cortometraggi di argomento militare. Keviczky diresse il Dipartimento fino al 1945. Dal 1946 al 1951 lavorò per l'Esercito Statunitense, occupandosi di pubbliche relazioni per la Terza Armata di stanza a Heidelberg.
Nel 1952 emigrò negli USA, dove cambiò il nome in Colman Von Keviczky; si stabilì a New York e aprì un'agenzia fotografica e cinematografica, che mandò avanti per molti anni. Von Keviczky divenne una figura importante nella comunità ungherese negli Stati Uniti e fu direttore editoriale dell'Hungarian World Information, mensile illustrato degli ungheresi negli USA. Nello stesso anno cominciò ad interessarsi di ufologia, a causa di un'ondata di avvistamenti di UFO che interessò gli Stati Uniti.
Nel 1956 si schierò contro l'invasione sovietica dell'Ungheria e realizzò un film documentario sulla manifestazione di protesta avvenuta a New York il 18 novembre 1956, quando gli ungheresi emigrati in USA attaccarono alla fiaccola della Statua della Libertà una grande bandiera ungherese con la scritta SAVE HUNGARY, END GENOCIDE; la manifestazione ebbe vasta risonanza sui mezzi di comunicazione dei Paesi occidentali.
Negli anni sessanta Von Keviczky lavorò per alcuni anni per il Dipartimento Audio-visivo dell'Ufficio di Informazione del Segretariato Generale dell'ONU, lavoro che lasciò nel 1965. Nel febbraio del 1966 inviò un memorandum al segretario generale dell'ONU U Thant, invitandolo a dare vita ad una commissione internazionale per lo studio degli UFO, per cui propose il nome WASA (World Authority for Spatial Affairs). La proposta non venne accettata, per cui Von Keviczky fondò nello stesso anno una propria organizzazione, l'ICUFON (Intercontinental UFO Galactic Spacecraft Research and Analytic Network). Nel 1967 Von Keviczky partecipò al 7º Congresso Mondiale sugli UFO, che si tenne in Germania a Magonza.
L'organizzazione ufologica fondata da Von Keviczky cominciò a creare un archivio di rapporti di avvistamenti, fotografie e filmati sugli UFO, che il maggiore ungherese, grazie alla sua esperienza in campo fotografico e cinematografico, era in grado di esaminare con competenza. Von Keviczky cominciò a tessere rapporti con i maggiori ufologi e a poco a poco nel campo ufologico divenne famoso a livello internazionale. In USA entrò a far parte dell'American Institute of Aeronautics and Astronautics.
Nel 1980 fu invitato in Gran Bretagna da Lord Clancarty a parlare alla Commissione di Studio sugli UFO della Camera dei Lords. Nel 1983 incontrò per un colloquio sugli UFO il presidente dell'Austria, Rudolf Kirchschläger. Nel 1987 fu invitato a tenere una conferenza sugli UFO all'ONU nell'Auditorium Dag Hammarjskold.
Von Keviczky presentò relazioni a numerosi congressi ufologici internazionali svoltisi in Messico, Brasile, Giappone e in varie nazioni europee. Scrisse inoltre articoli per varie riviste ufologiche, tra cui Official UFO Magazine, The MUFON UFO Journal e Hungarian UFO Magazine.
Dopo la caduta del regime comunista in Ungheria, gli venne riconosciuto il grado militare e ricevette la promozione retroattiva a colonnello.
Morì a 88 anni a causa di un tumore, lasciando la moglie e un figlio.

## Posizioni in ufologia
Von Keviczky fu un convinto sostenitore dell'ipotesi extraterrestre. In base alla sua esperienza militare, si convinse che gli UFO che venivano avvistati potevano essere veicoli in missione di ricognizione in vista di un'invasione della Terra. Per tale motivo, secondo lui era necessario studiare il fenomeno UFO per saperne di più e cercare di stabilire un contatto con gli extraterrestri ed aprire un dialogo con loro. In coerenza con le sue idee, nel 1966 elaborò uno schema di
"Patto Internazionale sulla sicurezza spaziale", che elencava le regole che l'umanità avrebbe dovuto seguire nei confronti degli extraterrestri; Von Keviczky inviò il suo lavoro allo scienziato tedesco Hermann Oberth, uno dei padri della missilistica, che gli comunicò il suo apprezzamento.
A partire dagli anni settanta, Von Keviczky inviò lettere a tutti i presidenti statunitensi che si sono succeduti in carica (da Richard Nixon a Bill Clinton per sensibilizzarli sul problema degli UFO. Durante la presidenza di Ronald Reagan, il maggiore ungherese si convinse che l'iniziativa statunitense relativa allo scudo spaziale non era diretta contro l'Unione Sovietica, ma contro la minaccia di invasioni extraterrestri. Su questo argomento i pareri degli ufologi sono discordanti: il fisico Bruce Maccabee, altro ufologo fautore dell'ipotesi extraterrestre, ha dichiarato che non c'erano validi motivi per ritenere che lo scudo spaziale avrebbe dovuto essere usato per attaccare qualcosa di diverso dai missili di provenienza terrestre.